# 投机倒把罪
投机倒把罪是一种社会主义计划经济下的经济犯罪，用于惩罚破坏经济秩序的投机行为。

## 中国
1982年，中国因投机倒把罪被判刑的有3万人。在1997年3月《中华人民共和国刑法》的修改中，投机倒把罪被废止。其调整范围由非法经营罪、倒卖文物罪、非法转让罪和倒卖土地使用权罪规管。2008年1月15日，国务院第516号令宣布自1987年起实施的《投机倒把行政处罚暂行条例》和其施行细则失效。2009年8月27日，第十一届全国人大常委会第十次会议通過了《全国人民代表大会常务委员会关于修改部分法律的决定》，刪去《中华人民共和国计量法》、《中华人民共和国野生动物保护法》、《中华人民共和国铁路法》、《中华人民共和国烟草专卖法》中的投机倒把罪名，但是非法倒卖土地使用权仍旧属于刑法规定的犯罪。2011年1月8日，国务院公布《关于废止和修改部分行政法规的决定》，删去了《金银管理条例》、《国库券条例》中关于“投机倒把”的规定并作出修改。至此投机倒把的概念彻底退出中国现行的法律法规，淡出社会经济生活。

## 苏联
苏联成立之初就取缔投机行为。1932年，俄罗斯苏维埃联邦社会主义共和国刑法第107条规定，大量购买农业产品和民生消耗品用于销售牟利为违法。中华人民共和国刑法中曾经的投机倒把罪参考了苏联法律法规。

## 越南
越南1985年刑法中规定有投机倒把罪。1989年的修正案中规定，根据犯罪情形可以判决6个月以上，20年以下有期徒刑。1999年新刑法取消了这一罪名。

## 納粹德國
制止土地投机倒把是在希特勒竞选上台之前时德国纳粹党的《二十五点纲领》之一，这个纲领为纳粹党争取了不少席位。但是为了取得金融垄断资本的支持，希特勒转向支持大资本，并且将党内小资产阶级社会主义的代表人物奥托·施特拉瑟开除出党。